# Nhà nước Hồi giáo (chính thể)
Một nhà nước hồi giáo hay Quốc gia hồi giáo  (tiếng Ả Rập: دولة إسلامية, dawlah islāmiyyah) là một loại chính phủ chủ yếu dựa vào việc áp dụng luật Hồi giáo (shari'a), pháp quyền, bảo vệ luật pháp và trật tự . Từ những năm đầu của Hồi giáo, nhiều chính phủ đã được thành lập gọi là "Hồi giáo" .
Tuy nhiên, từ "nhà nước Hồi giáo" đã có một ý nghĩa cụ thể hơn kể từ thế kỷ XX. Khái niệm về nhà nước Hồi giáo hiện đại đã được các nhà tư tưởng như Ayatollah Khomeini, Israr Ahmed hoặc Sayyid Qutb lên tiếng và thúc đẩy. Giống như khái niệm trước đó của triều đại khalip, nhà nước Hồi giáo hiện đại bắt nguồn từ luật Hồi giáo. Nó được mô phỏng theo luật của Muhammad. Tuy nhiên, không giống như các chính phủ do khalip lãnh đạo là các đế chế chuyên chế hay chế độ quân chủ (tiếng Ả Rập: malik), một quốc gia Hồi giáo hiện đại có thể kết hợp các thể chế chính trị hiện đại như bầu cử, luật lệ của quốc hội, kiểm tra tư pháp và chủ quyền quần chúng.
Ngày nay, nhiều quốc gia Hồi giáo đã kết hợp luật Hồi giáo, toàn bộ hoặc một phần vào hệ thống pháp luật của họ. Một số quốc gia Hồi giáo tuyên bố Hồi giáo là quốc giáo trong hiến pháp của họ, nhưng không áp dụng luật pháp Hồi giáo trong tòa án của họ. Các quốc gia Hồi giáo không phải là các chế độ quân chủ Hồi giáo thường được gọi là các nước cộng hòa Hồi giáo.

## Nhà nước Hồi giáo theo lịch sử

### Chính phủ Hồi giáo ban đầu
Nhà nước Hồi giáo đầu tiên là thực thể chính trị được thành lập bởi Muhammad ở Medina năm 622 CE, theo Hiến pháp Medina. Nó đại diện cho sự thống nhất chính trị của Ummah Hồi giáo (quốc gia). Sau đó, các đệ tử của Muhammad biến nó thành triều đại khalip người được biết đến như những Khalip Rashidun (632-661 CE). Nhà nước Hồi giáo đã mở rộng đáng kể dưới triều đại Khalip Umayyad (661-750) và do đó là Khalip Abbasid (750-1258).

### Bản chất của các chính phủ Hồi giáo
Bản chất hay nguyên tắc chỉ đạo của một chính phủ Hồi giáo hay nhà nước Hồi giáo là khái niệm về "Al - Shura". Các học giả khác nhau có những hiểu biết hoặc suy nghĩ khác nhau, liên quan đến khái niệm al-Shura. Tuy nhiên, hầu hết các học giả Hồi giáo đều cho rằng Hồi giáo al-Shura nên bao gồm:
- Gặp gỡ hoặc tham vấn, theo lời dạy của đạo Hồi.
- Tư vấn theo các hướng dẫn của ['Quran'] và  Sunnah .
- Có một nhà lãnh đạo được bầu trong số họ để đứng đầu cuộc họp.
- Thảo luận nên dựa trên  mushawarah  và  mudhakarah .
- Tất cả các thành viên đều có cơ hội công bằng để phát biểu ý kiến.
- Các vấn đề nên thuộc về  maslahah ammah  hoặc lợi ích công cộng.
- Tiếng nói của đa số được chấp nhận, miễn là nó không vi phạm các giáo lý của Qur'an hay Sunnah.

Chính Muhammad tôn trọng quyết định của các thành viên Shura. Ông là nhà vô địch của khái niệm al-Shura, và điều này đã được minh hoạ trong một trong những sự kiện lịch sử, chẳng hạn như trong trận Khandaq (Trận chiến Trench), nơi Muhammad đã phải đối mặt với hai quyết định, tức là để chống lại quân đội Ảrập không phải Hồi giáo đang xâm chiếm bên ngoài Medina hoặc đợi cho đến khi họ vào thành phố. Sau khi tham khảo ý kiến của những người bạn đồng hành, Salman al-Farsi gợi ý rằng, tốt hơn người Hồi giáo nên chiến đấu với những người Ả Rập không phải Hồi giáo ở Medina bằng cách xây dựng một cái mương lớn ở ngoại vi phía Bắc của Medina để ngăn chặn kẻ thù xâm nhập Medina. Ý tưởng này sau đó được hỗ trợ bởi phần lớn sahabah, và sau đó Muhammad cũng chấp nhận nó.
Lý do tại sao Muhammad nhấn mạnh đến sự đồng ý của quyết định của shura là bởi vì đa số ý kiến (của sahabah) là tốt hơn so với quyết định của một cá nhân.

### Phục hưng và bãi nhiệm Khalip Ottoman
Sultan Ottoman, Selim I (1512-1520) giành lại danh hiệu Khalip, đã bị tranh cãi và được khẳng định bởi nhiều nhà cai trị khác nhau và "Khalip đối lập" trong hàng thế kỷ của Khalip Abbasid-Mamluk kể từ khi người Mông Cổ bao vây Baghdad và giết chết người cuối cùng của Khalip Abbasid ở Baghdad, Iraq 1258.
Tuy nhiên khalifah Ottoman bị bãi bỏ dưới thời Mustafa Kemal Atatürk vào năm 1924 trong khuôn khổ Cải cách của Atatürk. Hành động này đã bị phản đối mạnh mẽ ở Ấn Độ, vì Gandhi và người Hồi giáo Ấn Độ đã thống nhất đằng sau biểu tượng của Khalip Ottoman ở Phong trào Khilafat (hoặc "Caliphat"), nhằm khôi phục Khalip mà Atatürk bãi bỏ. Phong trào Khilafat đã thúc đẩy cuộc kháng chiến chính trị Ottoman đối với Đế quốc Anh, và sự liên kết chống đế quốc này đã chứng tỏ là một lực lượng kích động trong phong trào dân tộc mới ra đời của Ấn Độ vào đầu những năm 1900, vìẤn Độ cũng như người Hồi giáo, mặc dù Ấn Độ ở xa so với trụ sở của vị Khalip Ottoman ở Istanbul. Tuy nhiên, Khilaphat không nhận được sự ủng hộ của những người Hồi giáo ở vùng trung đông, những người vốn muốn trở thành các quốc gia độc lập, chứ không phải đứng dưới sự cai trị của Ottoman (Thổ Nhĩ Kỳ). Tại tiểu lục địa Ấn Độ, mặc dù Mahatma Gandhi cố gắng hợp tác với Khilafat như là một phong trào quốc gia, nhưng nó nhanh chóng biến thành cuộc thánh chiến chống lại những người không phải Hồi giáo với hàng ngàn người bị giết chết ở khu vực malabar của Kerala (còn gọi là cuộc bạo loạn Moplah).

### Các quốc gia Hồi giáo ngày nay

Các quốc gia Hồi giáo (màu xanh đậm), các quốc gia nơi Hồi giáo là tôn giáo chính thức (xanh nhạt), các quốc gia thế tục (màu xanh) và các quốc gia khác có màu da cam, trong các quốc gia mà đa số là người Hồi giáo.

## Nhà nước Hồi giáo hiện đại